# Station radar de Port-Coton
La station radar de Port-Coton est un ouvrage du mur de l'Atlantique situé à Bangor, dans le Morbihan.

## Localisation

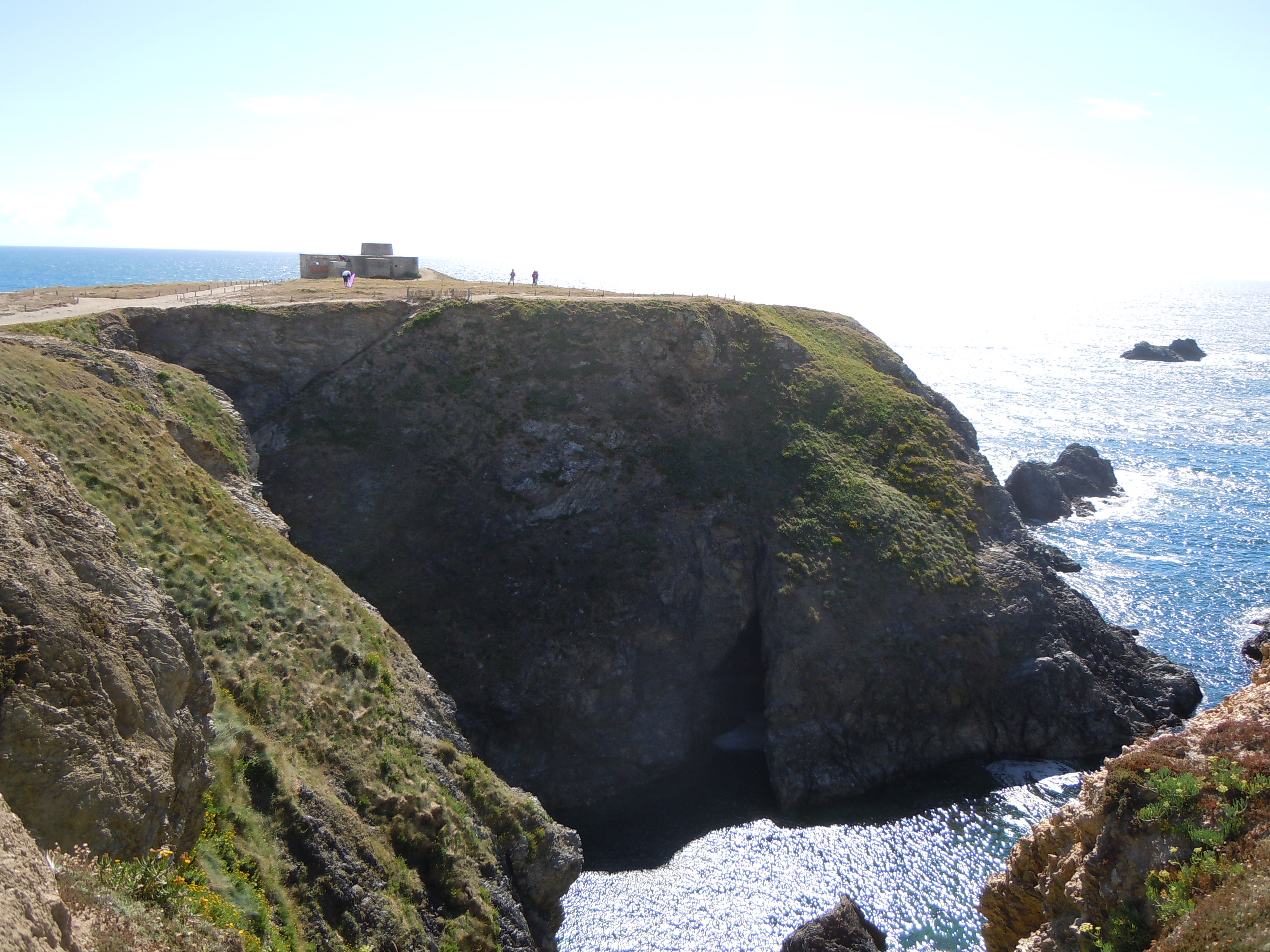
Site de l'ancienne station radar de Port Coton.

La station est située sur la côte sud-ouest de Belle-Île-en-Mer, sur un cap entre les aiguilles de Port-Coton et la sirène de brume du phare de Goulphar.

## Histoire
La station-radar est construite par les Allemands en 1943, en tant qu'élément du mur de l'Atlantique. Outre un rôle de surveillance côtière, elle devait empêcher un débarquement allié sur l'île.
Le monument est inscrit au titre des monuments historiques par arrêté du 30 octobre 2000. Du fait de sa période de construction, il bénéficie également depuis 2001 du Label « Patrimoine du XXe siècle ».

## Architecture

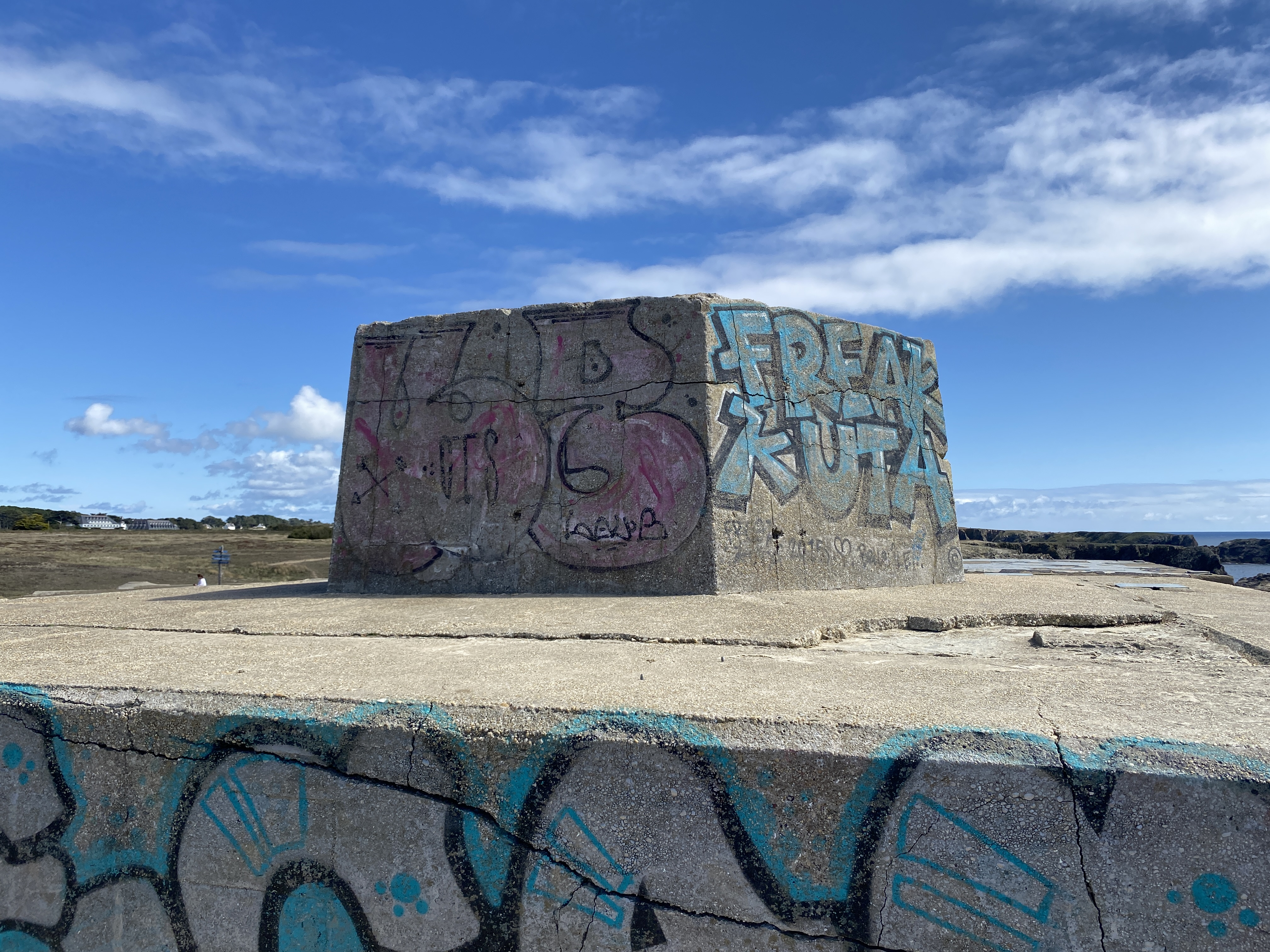
Support hexagonal où était monté un radar de la station.

Le site comprend une plate-forme de support des radars, des soutes, des abris sous-roche, un monte-charge, deux puits et un réseau de couloirs souterrains reliant ces différents lieux. Ce réseau, aujourd'hui condamné, débouche sur un escalier directement taillé dans la falaise.
Un bunker V206 complète la défense du site.
Le site comptait deux radars. Le premier, monté sur un support hexagonal et positionné sur le toit de la station, avait une portée de 100 km. Le deuxième était un radar de veille, situé à une dizaine de mètres du premier.